# Truy tìm (phim truyền hình Hàn Quốc)
Truy tìm (tiếng Hàn: 써치; Romaja: Sseochi) là một bộ phim truyền hình Hàn Quốc ra mắt năm 2020, với sự tham gia của Jang Dong-yoon và Krystal Jung. Đây là bộ phim truyền hình Hàn Quốc đầu tiên lấy bối cảnh ở khu phi quân sự trên bán đảo Triều Tiên. Bộ được phát sóng trên đài OCN vào thứ Bảy và Chủ nhật hàng tuần lúc 22:30 (KST) từ ngày 17 tháng 10 đến ngày 15 tháng 11 năm 2020.

## Tóm tắt
Search là một phim kinh dị quân sự lấy bối cảnh ở Khu phi quân sự DMZ, bộ phim kể về câu chuyện của một nhóm chuyên tìm kiếm để khám phá sự thật đằng sau những vụ án mất tích và giết người bí ẩn.

## Diễn viên

### Vai chính
- Jang Dong-yoon vai Yong Dong-jin

Yong Dong-jin là một trung sĩ một người huấn luyện và điều khiển chó quân đội tại mặt trận phía Tây. Anh được chọn là người lính đầu tiên của chiến binh tinh nhuệ của quân đội trong tiểu đoàn tìm kiếm, và hiện đang chờ ngày xuất ngũ. Trước khi nhập ngũ anh từng hoạt động tình nguyện ở nước ngoài tại một nhóm bảo vệ động vật người Mỹ gốc Hàn về đường thú y. Khi người ta quyết định gửi một con chó do thám và truy lùng tới hợp đồng thuê đặc biệt của Choi Jeong-ye, anh quyết định tham gia đội tìm kiếm với tư cách là thành viên trẻ nhất. Anh đảm nhiệm vai trò chó quân sự tốt nhất của Hàn Quốc.
- Krystal Jung vai Son Ye-rim[5]

Trung úy Son Ye-rim là một trung úy và là một sĩ quan ưu tú của Trường Đại học Phụ nữ Quân đoàn, và hiện là sĩ quan tại Bộ Tư lệnh KCST. Là một ứng cử viên của khu học chánh, cô đứng đầu trong lớp bổ nhiệm với những kỹ năng và thành tích vượt trội của mình. Cô là người đầu tiên được đưa vào làm nhiệm vụ khi có một tình huống xảy ra ở chốt bảo vệ hai miền Nam Bắc ở khu phi quân sự trên bán đảo Triều Tiên. Trong lần thực hiện nhiệm vụ này, nơi cô tham gia với tư cách là một sĩ quan đặc biệt, cô gặp lại bạn trai cũ Yong Dong-jin.
- Yoon Park vai Song Min-gyu

Đại úy Song Min-gyu là sĩ quan ưu tú nhất của Bộ Tư lệnh Phòng thủ Hwasaeng với kỹ năng vượt bậc. Anh được lên kế hoạch bổ nhiệm làm sĩ quan hoạt động tại Bộ chỉ huy quân đội sau khi đậu cấp thiếu tá với mức đánh giá cao nhất, nhưng trở thành một công tố viên quân sự tình nghi đang vướng vào một vụ án oan nghiệt và đang bị xét xử trong quân đội. Trên con đường sinh tử, Song được chọn làm thủ lĩnh của Sao Bắc Cực và có được cơ hội cuối cùng. Để thoát khỏi cuộc khủng hoảng, anh ta phải thành công trong chiến dịch này, nhưng anh ta còn một lý do khác để quay trở lại khu phi quân sự.
- Moon Jeong-hee vai Kim Da-jung[6](44 tuổi)

Kim Da-jeong là một sĩ quan đặc biệt bảo vệ khu phi quân sự. Cô là cựu Đội trưởng của Đơn vị chống khủng bố của Đội đặc nhiệm nữ 709 thuộc Đội đặc nhiệm và hiện là hướng dẫn viên du lịch hợp đồng tại Nhà tưởng niệm DMZ. Cô có chồng và một con gái, và họ sống cùng nhau ở Chengong-ri, ngôi làng dân sự duy nhất trong DMZ. Tuy nhiên, khi một sự cố xảy ra gần DMZ, Da-jeong đã tham gia chiến dịch để bảo vệ gia đình cô và dân làng.
- Lee Hyun-wook vai Lee Joon-sung

Trung úy Lee Joon-sung liên kết với một trung đoàn biệt kích tiến hành chiến tranh đặc biệt trực thuộc quân đoàn chỉ huy. Trong khi học đại học, anh được chuyển đến học viện quân sự và nhận được Giải thưởng của Tổng thống. Một vụ án xảy ra trong khu phi quân sự, và anh được chọn làm đội phó của đội đặc nhiệm. Anh có khả năng lạnh đạo vượt trôi nhẹ nhàng và độc đáo nhưng anh lại tham gia vào một cuộc chiến căng thẳng tinh vi với Đội trưởng Song, người chỉ tập trung vào sự thành công của chiến dịch.

### Vai phụ

#### Đơn vị Đặc nhiệm Polaris
- Lee Ha-yul vai Park Ki-hyung

Trung sĩ Park Ki-hyung là một trung sĩ đang tại ngũ, là người lính thế hệ thứ ba trong gia đình anh ấy. Đáng lẽ anh ấy sẽ kết hôn nhưng được chỉ định tham gia hoạt động ở DMZ với tư cách là một tay súng bắn tỉa.
- Choi Yoon-je vai Trung sĩ Ju Moon-chul

#### Chiến dịch Khu phi quân sự năm 1997
- Choi Deok-moon vai Han Dae-sik (54 tuổi)

Tư lệnh Lực lượng Vũ trang của Bộ Quốc phòng Hàn Quốc. Trong vụ nổ súng ở khu phi quân sự năm 1997 ông là một trong những người may mắn sống sót và vươn lên vị trí hiện tại, nhưng ông bị mắc chứng rối loạn căng thẳng sau chấn thương do cú sốc của tai nạn đó. Khi ở khu 21 của khu phi quân sự xuất hiện một sinh vật bí ẩn, ông đã chỉ thị cho Đội trưởng Song thực hiện một nhiệm vụ bí mật.
- Yoo Sung-joo vai Lee Hyuk (57 tuổi)

Chủ tịch Ủy ban Quốc phòng, đại biểu Quốc hội kiêm Chủ nhiệm Ủy ban Quốc phòng.
- Yeon Woo-jin vai Jo Min-gook (34 tuổi)

Chỉ huy Tiểu đoàn Tìm kiếm, Anh là người đã tham gia vào chiến dịch Khu phi quân sự năm 1997.

#### Những người ở Cheongong-ri
- Lee Soon-wo vai Chun Min-jae (42 tuổi)

chồng của Da-jung và cha của Suyeong.
- Park Da-yeon vai Su yeonh (10 tuổi)

Con gái của Da-jung và Min-jae.
- Kim In-woo vai Park Seon-sam (59 tuổi)

Một người biết ký ức thơ ấu của Son Ye-rim, giám đốc y tế của Cheongong-ri, nhưng anh luôn tránh mặt Ye-rim.

#### Các nhân vật khác
- Yoon Young-min vai Moon Chief (36 tuổi)

Nhà nghiên cứu tại Viện Phòng thủ Hóa học, Bộ Tư lệnh Phòng thủ Dân sự, Quân đội Hàn Quốc.
- Kim Ho-jung vai Young Hee-ra (51 tuổi)

Mẹ của Dongjin, một chủ nhà hàng

## Sản xuất

### Phát triển
Vào ngày 25 tháng 10 năm 2019, giám đốc marketing của đài OCN Choi Kyung-joo đã thông báo trong cuộc họp báo của kênh "Thriller House" rằng bộ phim Truy tìm sẽ nằm trong số 11 bộ phim truyền hình sẽ phát sóng vào năm 2020.
Đây là dự án "Dramatic Cinema" thứ tư của OCN sau Trap, Hell Is Other People và Biệt đội chó Bull: Điều tra ngoài giờ. Đây cũng là dự án đầu tiên của bộ phận OCN Studio mới ra mắt.
Đây là bộ phim truyền hình kinh dị đầu tiên của Hàn Quốc lấy bối cảnh tại Khu phi quân sự DMZ.

### Casting
Vào ngày 29 tháng 11 năm 2019, có nguồn tin rằng Jang Dong-yoon  đã được mời đóng vai Yong Dong-jin. Vào ngày 16 tháng 1 năm 2020, Krystal Jung và công ty quản lý SM Entertainment của cô ấy xác nhận rằng cô ấy sẽ tham gia bộ phim và đóng vai Son Ye-rim. Moon Jeong-hee chính thức tham gia dàn diễn viên chính vào ngày 30 tháng 1. Buổi đọc kịch bản đầu tiên diễn ra vào tháng 4 năm 2020.

### Quay phim
Việc quay phim hoàn thành vào tháng 8 năm 2020. Theo đạo diễn Lim Dae-woong, các diễn viên đóng vai binh lính đã quay một số cảnh với "hơn 20 kg quân trang" vào giữa mùa hè. Lim cũng đề cập rằng "các bài báo thực tế và chương trình phát sóng tin tức" đôi khi được sử dụng trong quá trình quay phim, và họ "cố gắng làm cho quần áo và thiết bị cũng giống thật" mặc dù họ không thể "thực sự tới khu phi quân sự (DMZ) để quay phim".

## Phát hành
Teaser đầu tiên, với sự góp mặt của Jang Dong-yoon và Krystal Jung, được phát hành vào ngày 27 tháng 4 năm 2020. Vào ngày 14 tháng 9, OCN đã phát hành hai áp phích giới thiệu dàn diễn viên chính và cụm từ "a fear that no one has ever seen," thông báo rằng bộ phim sẽ được công chiếu vào ngày 17 tháng 10.

## Tỷ lệ người xem
| Mùa | Mùa | Số tập | Số tập | Số tập | Số tập | Số tập | Số tập | Số tập | Số tập | Số tập | Số tập | Trung bình |
| Mùa | Mùa | 1      | 2      | 3      | 4      | 5      | 6      | 7      | 8      | 9      | 10     | Trung bình |
| --- | --- | ------ | ------ | ------ | ------ | ------ | ------ | ------ | ------ | ------ | ------ | ---------- |
|     | 1   | 791    | 886    | 675    | 901    | 808    | 1095   | 828    | 1015   | 993    | 1065   | 906        |

| 1 | 17 tháng 10 năm 2020 | 2.640% (4th) | 2.408% (4th) |
| 2 | 18 tháng 10 năm 2020 | 3.115% (3rd) | 3.247% (3rd) |
| 3 | 24 tháng 10 năm 2020 | 2.280% (4th) | 2.299% (6th) |
| 4 | 25 tháng 10 năm 2020 | 2.881% (3rd) | 3.135% (3rd) |
| 5 | 31 tháng 10 năm 2020 | 3.347% (3rd) | 3.679% (3rd) |
| 6 | 1 tháng 11 năm 2020  | 3.919% (3rd) | 4.336% (2nd) |
| 7 | 7 tháng 11 năm 2020  | 3.018% (5th) | 2.988% (6th) |
| 8 | 8 tháng 11 năm 2020  | 3.532% (5th) | 3.877% (3rd) |
| 9 | 14 tháng 11 năm 2020 | 3.575% (4th) | 3.816% (3rd) |
| 10 | 15 tháng 11 năm 2020 | 3.922% (3rd) | 3.693% (3rd) |
| Trung bình | Trung bình           | 3.223%       | 3.348%       |
| - Trong bảng trên đây, số màu xanh biểu thị cho tỷ lệ người xem thấp nhất và số màu đỏ biểu thị cho tỷ lệ người xem cao nhất. - Bộ phim này được phát sóng trên hệ thống các kênh truyền hình cáp/trả phí nên số lượng người xem thấp hơn so với truyền hình miễn phí (ví dụ như KBS, SBS, MBC hay EBS). |                      |              |              |